# Čierny Balog
Čierny Balog (in tedesco Schwarzwasser; in ungherese Feketebalog) è un comune della Slovacchia facente parte del distretto di Brezno, nella regione di Banská Bystrica.

## Storia
Nei documenti antichi, il villaggio è menzionato per la prima volta nel 1545 come insediamento di minatori.

## Curiosità
La cittadina è attraversata dalla linea ferroviaria turistica Čiernohronská železnica (ČHŽ), che tra le sue peculiarità annovera anche una parte di tracciato che separa la tribuna del locale campo di calcio dal campo medesimo, nei pressi della località Jánošovka.